# Lantråd (Tyskland)
Lantråd (tyska Landrat) var tidigare i norra Tyskland benämningen på innehavare av ett hedersämbete som adelsmännen i ett visst område utsåg som sin representant. I Preussen kom ämbetet senare att användas om en kunglig ämbetsman som ledde förvaltningen av en krets (Kreis). 
Även i flera andra tyska småstater användes titeln lantråd för lägre förvaltningsämbetsmän. I Bayern var under monarkins tid lantrådet regionstyre.